# Wichita (Kansas)
Wichita é a cidade mais populosa do estado americano do Kansas, localizada no condado de Sedgwick, do qual é sede. Foi fundada em 1868 e incorporada em 1870.
Com quase 400 mil habitantes, de acordo com o censo nacional de 2020, é a cidade mais populosa do estado e a 49ª mais populosa do país. Pouco mais de 13,5% da população total do Kansas vive em Wichita.

## Geografia
De acordo com o Departamento do Censo dos Estados Unidos, a cidade tem uma área de 431,3 km², dos quais 419,6 km² estão cobertos por terra e 11,7 km² (2,7%) por água.

## Demografia
Desde 1900, o crescimento populacional médio, a cada dez anos, é de 29,3%.

### Censo 2020
De acordo com o censo nacional de 2020, a sua população é de 397 532 habitantes e sua densidade populacional é de 947,5 hab/km². Seu crescimento populacional na última década foi de 4,0%, acima do crescimento estadual de 3,0%. É a cidade mais populosa do estado e a 49ª mais populosa do país.
Possui 174 295 residências que resulta em uma densidade de 415,4 residências/km² e um aumento de 4,2% em relação ao censo anterior. Deste total, 8,9% das unidades habitacionais estão desocupadas. A média de ocupação é de 2,5 pessoas por residência.

### Censo 2010
Segundo o censo nacional de 2010, sua população é de 382 368 habitantes, com mais de 630 mil habitantes na sua região metropolitana. Possui 167 310 residências, que resulta em uma densidade de 405,5 residências/km².

## Marcos históricos
O Registro Nacional de Lugares Históricos lista 132 marcos históricos em Wichita. O primeiro marco foi designado em 24 de fevereiro de 1971 e o mais recente em 2 de abril de 2021, o Garvey Center.